# Восточный синдром
Восто́чный синдро́м — советская и российская рок-группа, основанная в Магадане в 1986 году.

## История
Группа была основана в Магадане в марте 1986 года в составе: Константин Битюков (гитара, вокал), Андрей Неустроев (перкуссия, вокал), Александр Пономарёв (гитара), Евгений Валов (бас), Владимир Бовыкин (кларнет, саксофон). В марте 1987 года группа выступила с несколькими песнями на I фестивале Магаданского рок-клуба.
Летом 1987 года «Восточный синдром» выступает на местных фестивалях и записывает альбом «Студия-13», в который вошли хиты «Кукла (Перевязанный скотчем)», «Кельт». Альбом оказался настолько сильным, что он вошёл в книгу 100 магнитоальбомов советского рока Александра Кушнира. Осенью группа выступила на фестивале «160-й меридиан» в Петропавловске-Камчатском и во Владивостоке. В конце 1987 года группу покидает А. Неустроев, и приходит барабанщик Олег Волков.
Весной следующего года состав несколько раз терпит изменения: уходит и возвращается В. Бовыкин, за ударные садится Александр Симдянов. Тем не менее, «Восточный синдром» записывает альбомы «Клуб местной промышленности» и «С ключами на носу».

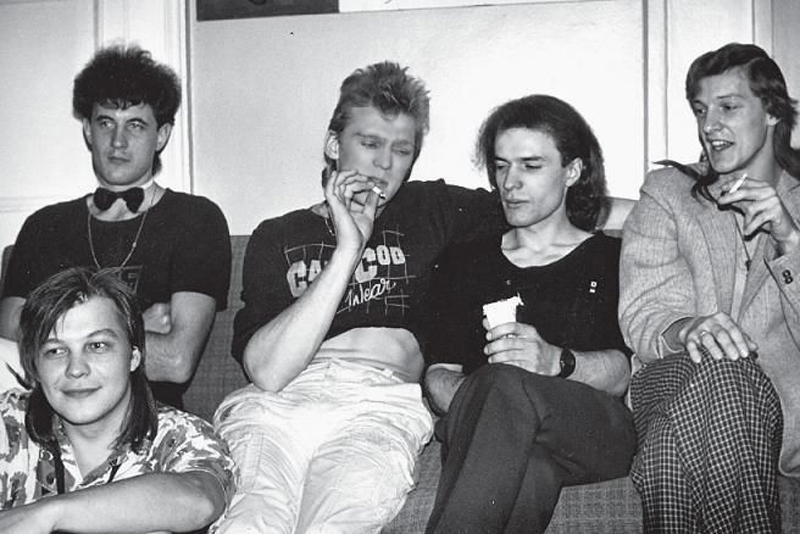
Восточный синдром, 1989 г., Магадан: Владимир Бовыкин, Юрий Хатенко, Александр Симдянов, Константин Битюков, Александр Пономарёв

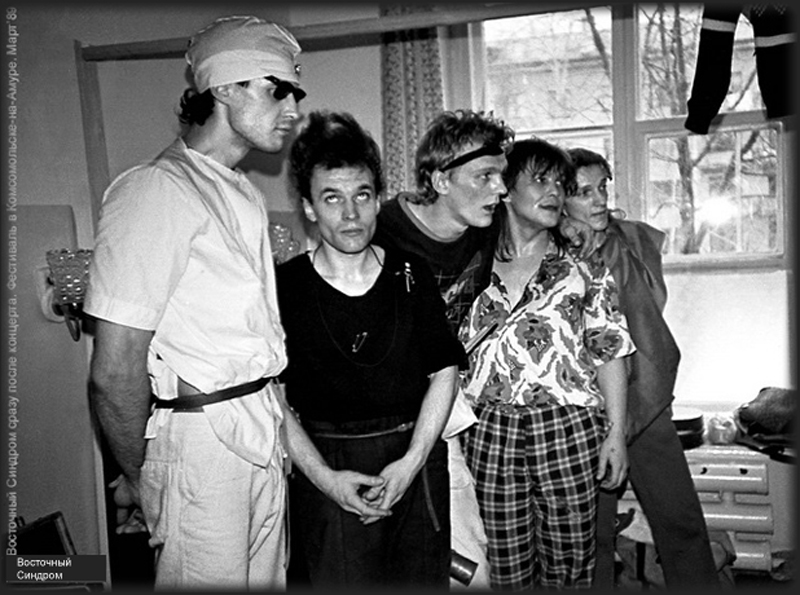
Восточный синдром в Комсомольске-на-Амуре, 1989 г.: Юрий Хатенко, Константин Битюков, Александр Симдянов, Владимир Бовыкин, Александр Пономарёв

В 1989 году группа переезжает в Санкт-Петербург, даёт несколько концертов, удачно выступает на фестивале «Рок Аврора-89» с подачи Александра Житинского и в Москве на фестивале «Сырок-2». Также участвует в фестивалях Калуги, Барнаула, Новосибирска.
В феврале 1990 года следует гастрольная поездка в Киев на фестиваль «Полный Гудбай» и в Харьков. В мае 1990 года группа выступает в Сыктывкаре на рок-фестивале «Андеграунд-90», а также выпускает новый альбом «Компиляция», записанный в Москве по заказу программы Центрального телевидения «Чёртово Колесо». Летом 1990 года группа записывает в студии «SNS» альбом «Гость». В начале 1991 года после серии выступлений на фестивалях в Твери, Владивостоке, Риге, Москве и Санкт-Петербурге группу покидает Александр Симдянов.
После возвращения из Европы, где группа знакомится с тяжёлыми наркотиками, коллектив распадается. Битюков остаётся жить в Санкт-Петербурге в маленькой коммунальной квартире и ведёт замкнутый образ жизни. Выход в 1995 на CD альбома «Гость» проходит практически незамеченным. В конце 90-х после активной попытки «возвращения» другой магаданской группы, Миссия:Антициклон, Битюков реорганизует «Восточный синдром» и презентует новую программу в московском клубе «Вермель».
Вскоре группа перебралась в Москву, но закрепиться там не получилось, большинство концертов были провальными. В течение 1—2 лет группа распалась. Константин Битюков остался жить в Москве, работал почтальоном, иногда выступал сольно. В 2004 году он скончался от инсульта после ДТП.
В 2006 году в городе Камышин ушёл из жизни Евгений Валов, в 2016 году — Андрей Неустроев, в 2020 году в Санкт-Петербурге — Александр Пономарёв, в 2021 году — Владимир Бовыкин.

## Участники
Состав группы:
- Константин Битюков — гитара, вокал (1986—2004)
- Евгений Валов — бас (1986—1988)
- Владимир Бовыкин — кларнет, саксофон (1986—1992)
- Андрей Неустроев — перкуссия, вокал (1986—1988)
- Александр Пономарёв — гитара, вокал (1986—1995)
- Олег Волков — ударные (1988—1989)
- Александр Симдянов — ударные (1989—1991)
- Юрий Хотенко — бас, перкуссия, драм-машина (1988—1992)
- Валентин Смелянский — саксофон

## Дискография

### Студийные альбомы
- Студия-13 (1987, магнитоальбом); переиздание на CD: «Trail Records» (2008), «Геометрия» (2009)
- С ключами на носу (1988, магнитоальбом); переиздание на CD: «Trail Records» (2010), «Геометрия» (2014)
- Клуб местной промышленности (1988, магнитоальбом); переиздание на CD+DVD, «Геометрия» (2017)

### Сборники
- Компиляция (1990, магнитоальбом); переиздание на CD под названием Гость, «Solyd Records» (1995)
- Кельт (2017), Trail Records.